# 洪桥 (桥梁)
洪桥，位于中国湖南省邵东市，横跨资江支流邵水，是一座始建于明正德元年的石质六孔廊桥，于2011年被列为湖南省文物保护单位。
洪桥地处宝长驿道上，是宝庆府至长沙府的必经之路，兼具官道与商道功能，有“东大门”、“东大路”等名号。当时此地人流密集，商业旺盛，洪桥铺东西两街，长500多米，有200多间铺面，聚集了各地物产，也形成了本地的商城生态。

## 历史沿革
明正德元年（1506），洪桥始建。正德十六年（1521），洪桥倒塌。嘉靖元年（1522）知府周思忠重修为六孔石礅木桥，命名为“太平桥”。
清乾隆四十一年（1776），补修桥礅。道光十四年（1834）春，山洪将桥冲垮，进士训导周在丰奉命募捐修缮。道光十九年（1839），桥体竣工，更名为洪桥，为六孔拱石桥，桥上盖雨亭，两端建牌楼，桥中设神庙以镇水妖。

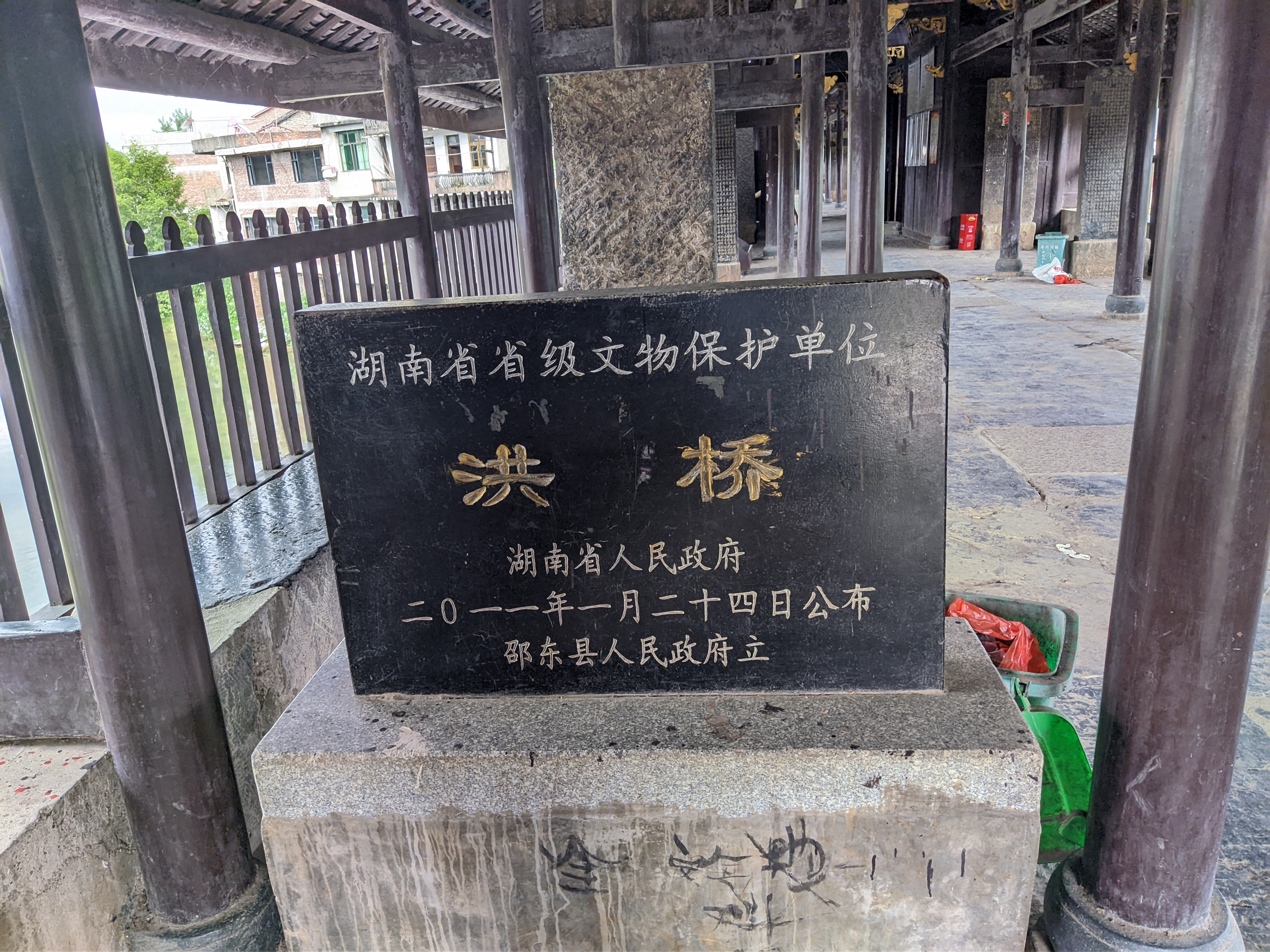
省保碑

文革时期破四旧运动中，桥上神庙、惜字炉和桥头牌楼报钟等被毁。1998年，洪桥被公布为邵东县文物保护单位。2001年，洪桥被公布为邵阳市文物保护单位。2011年，洪桥被公布为湖南省文物保护单位。

## 建筑规制

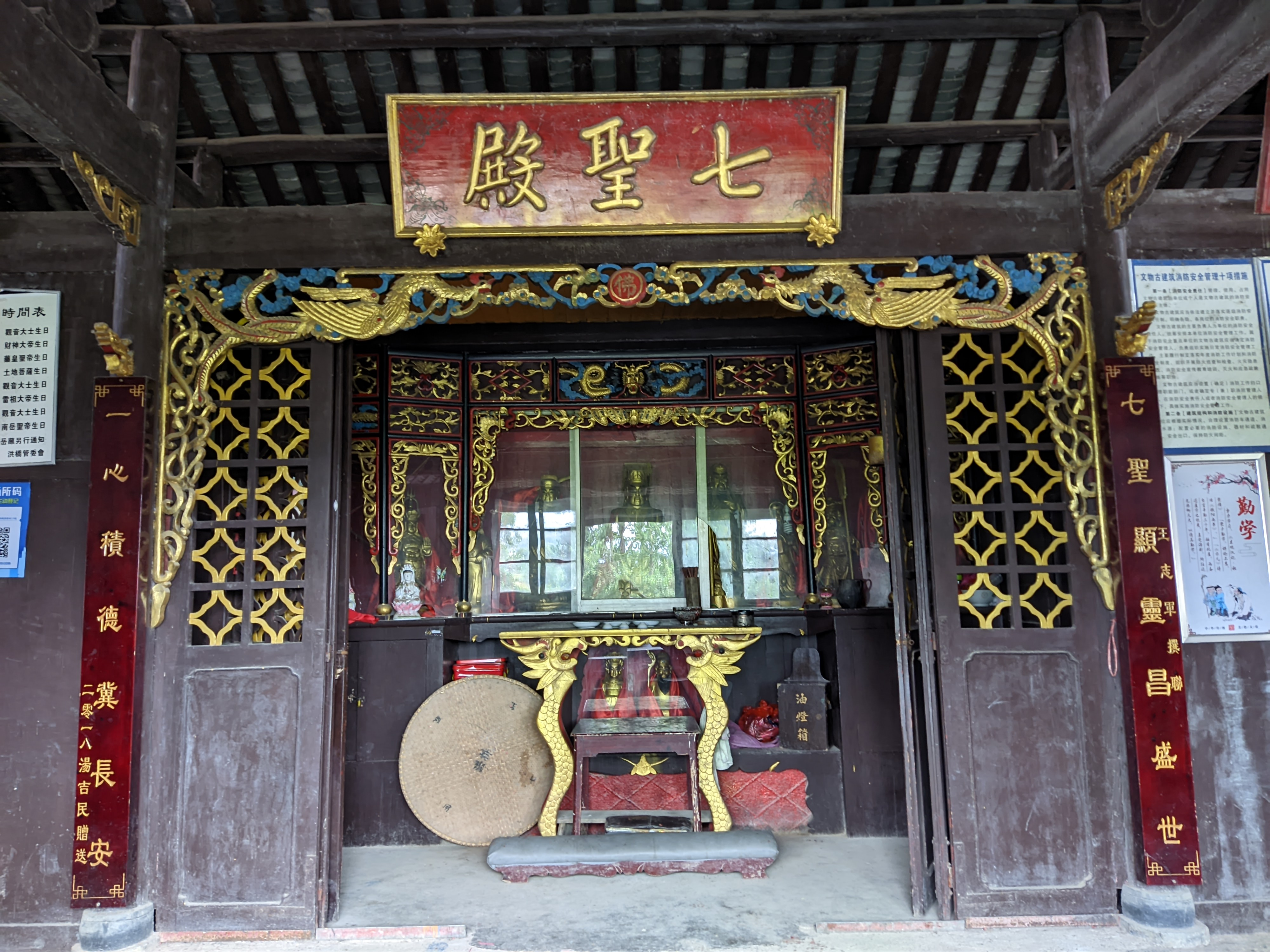
七圣殿

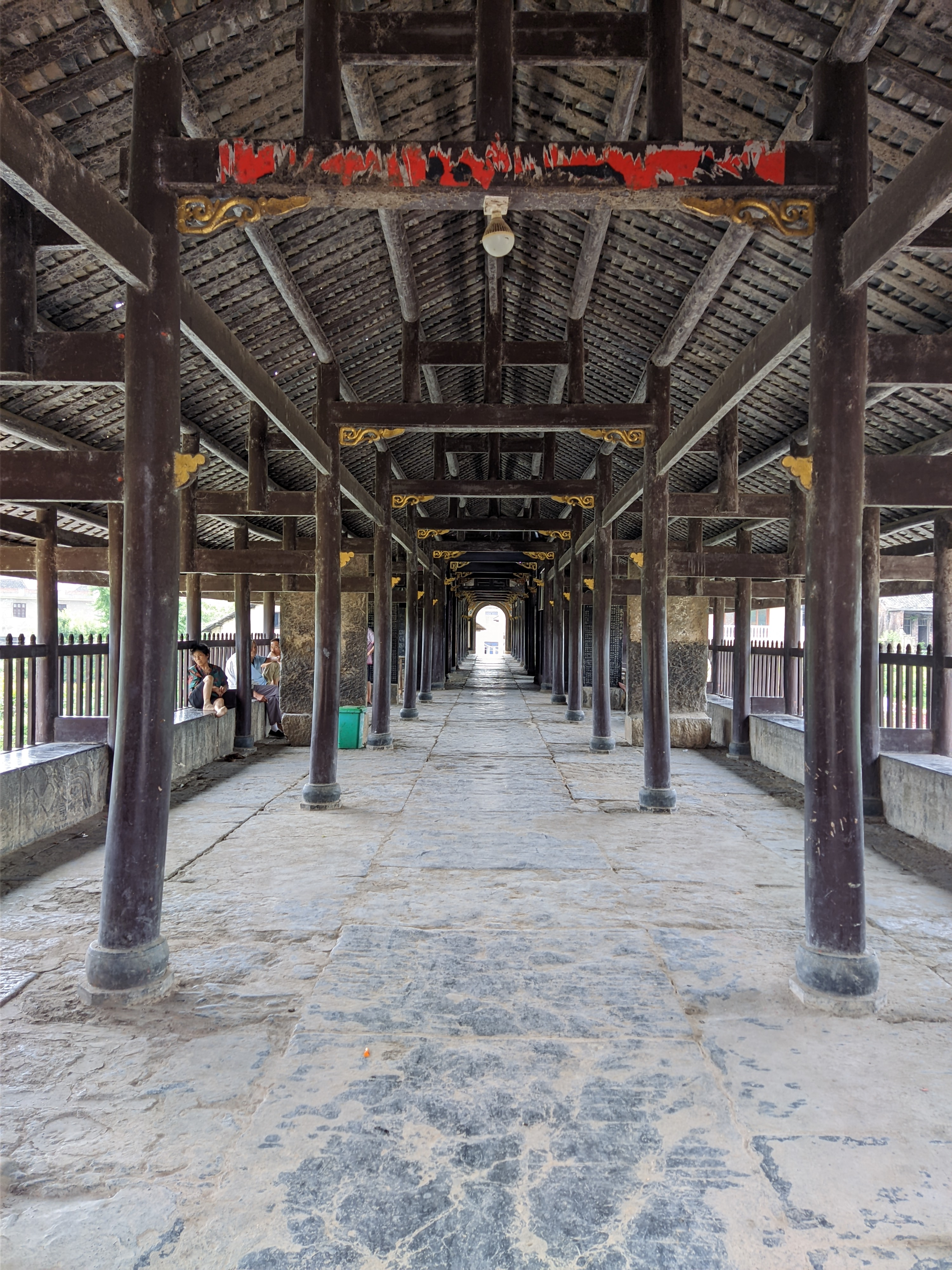
桥面

洪桥为6孔等跨径石拱桥，长55.5米，宽6.83米，高8米，每拱跨度9.25米。洪桥桥面水平，铺长条石板，木架构风雨亭，桥中设七圣殿，桥两端各有台阶20级，桥上竖有石碑20通（其中清代13通）。桥体东西两端为牌楼，高约7米，分别饰以“唐僧取经”、“八仙过海”浮雕及“自西自东欣远道，既来既往乐亨衢”、“洪水长清歌利济，桥梁永固发安澜”楹联。石栏上雕有鸳鸯、双狮、麒麟、棋盘、桥神菩萨、玉带宝剑等浮雕，桥面上还刻有双狮绣球、麒麟望日、鹤驾祥云、凤凰摆尾、五福临门等图案。

## 民俗信仰
“洪桥祭祀”以观音菩萨生日（农历2月19日、6月19日、9月19日）及南岳圣帝生日（农历12月16日）为固定祭祀日。香客于祭祀日起着特定服饰，有齐念起程经、拜天地、
拜观音、请圣帝、拜水府王爷、吃斋饭等流程，期间伴有耍龙、舞狮、车马灯、鼓乐队等随香客巡游。

## 洪桥碑序（节选）
砌桥石大而坚，其琢磨细而致，洵乎华实，翘然高拱。耸然特立，焕乎若长虹，东达京省，西通云贵，士民辐辏所必经，车马络绎而不绝，诚为要津。